# Calle 21 de Setiembre
21 de Setiembre es una calle de doble vía de Montevideo, Uruguay. Tiene una extensión de veinte cuadras entre Bulevar España hasta la rambla Mahatma Gandhi. Es una arteria del transporte montevideano, zona residencial y comercial que une los barrios Pocitos con Punta Carretas. A lo largo de su recorrido se pueden encontrar bares y cafés, zapaterías, heladerías, tiendas, bancos y veterinarias, entre otros servicios.
Su nombre recuerda la fecha en que se realizó el primer cabildo abierto de Montevideo, el 21 de setiembre de 1808, en la que el pueblo instaló una Junta Gubernativa popular por primera vez en América. Esta junta mostró una posición favorable al rey Fernando VII, mientras España estaba siendo invadida por Francia, y contraria al virrey Santiago Liniers, de origen francés.
Popularmente conocida como «21», por allí tiene parte de su recorrido la línea 17 de UCOT, las líneas 116 de CUTCSA y 522 y 582 de Come.
Nace en Bulevar España y en dirección a la rambla cruza las siguientes calles: Libertad, Carlos Berg, Avenida Sarmiento, Etcheverría, José Scosería, Bondpland, Luis Franzini, Jaime Zudáñez, Williman, Luis de la Torre, Coronel Mora, José Ellauri, Pedro F. Berro, Tomás Diago, Roque Graseras, Juan Benito Blanco, Francisco Vidal y la rambla Mahatma Gandhi.